# پرچم لهستان
پرچم لهستان از دو نوار افقی هم عرض تشکیل شده‌است که نوار بالایی سفید و نوار پایینی سرخ است. این دو رنگ در قانون اساسی لهستان به‌عنوان رنگ ملی این کشور آمده‌است.
سفید و سرخ به صورت رسمی در ۱۸۳۱ به‌عنوان رنگ ملی انتخاب شدند. این انتخاب ریشۀ هرالدیک دارد و از نمادهای کشور همسود لهستان لیتوانی که بین سده‌های ۱۶ تا ۱۸ میلادی وجود داشت، برداشته شده‌است.